# Mushoku Tensei/Episodenliste
Dies ist eine Übersicht aller ausgestrahlten Episoden der Fantasy-Anime-Fernsehserie Mushoku Tensei, dessen erste Staffel zwischen Januar 2021 und März 2022 im japanischen Fernsehen gezeigt wurde.
Eine zweite Staffel wurde im März 2022 angekündigt und startete im Juli 2023 in Japan.

## Übersicht
| Staffel | Episodenanzahl | Erstausstrahlung in Japan | Erstausstrahlung in Japan | Deutschsprachige Erstausstrahlung | Deutschsprachige Erstausstrahlung |
| Staffel | Episodenanzahl | Staffelpremiere           | Staffelfinale             | Staffelpremiere                   | Staffelfinale                     |
| ------- | -------------- | ------------------------- | ------------------------- | --------------------------------- | --------------------------------- |
| 1       | 23+1           | 10. Januar 2021           | 26. März 2022             | 10. Januar 2021 (Simulcast, OmU)  | 16. März 2022 (Simulcast, OmU)    |
| 2       | 24+1           | 02. Juli 2023             | 30. Juni 2024             | 02. Juli 2023 (Simulcast, OmU)    | 30. Juni 2024 (Simulcast, OmU)    |
| 3       | unbekannt      | unbekannt                 | unbekannt                 | unbekannt                         | unbekannt                         |

## Produktion
- → Hauptartikel: Mushoku Tensei#Anime-Fernsehserie

Die Produktion einer Anime-Umsetzung der Romanreihe wurde im März des 2019 offiziell bestätigt, wobei das Format erst zu einem späteren Zeitpunkt bekannt gegeben wurde. Die 24 Episoden der ersten Staffel entstanden unter der Regie von Manabu Okamoto im Studio Bind.
Im November 2021 wurde angekündigt, dass der Anime um eine OVA-Episode erweitert werde, die im März 2022 gezeigt werde. Die Produktion einer zweiten Staffel wurde zehn Tage vor der Ausstrahlung der OVA angekündigt. Diese entsteht erneut im Studio Bind, wobei Okamoto durch Hiroki Hirano als Regisseur ersetzt wurde. Hirano wirkte bereits bei der Produktion der ersten Staffel als Regieassistent mit.

## Staffel 1
Die 23. Episoden der ersten Staffel wurden zwischen dem 10. Januar und dem 20. Dezember 2021 im japanischen Fernsehen gezeigt. Im deutschsprachigen Raum wurde die Serie zunächst vom Streamingdienst Wakanim im Simulcast im Originalton mit Untertiteln gezeigt. Zwischenzeitlich wurde bekannt, dass die Serie eine deutschsprachige Synchronfassung erhält.
Am 16. März 2023 wurde eine OVA-Episode veröffentlicht, dessen Handlung zeitgleich mit den Geschehen der 16. Episode spielt und sich auf Eris Greyrat fokussiert.
| Nr. (ges.) | Nr. (St.) | Deutscher Titel                            | Originaltitel                                         | Erstausstrahlung Japan | Deutschsprachige Erstveröffentlichung (–) | Regie | Drehbuch |
| ---------- | --------- | ------------------------------------------ | ----------------------------------------------------- | ---------------------- | ----------------------------------------- | ----- | -------- |
| 1          | 1         | Die Wiedergeburt eines Arbeitslosen        | 無職転生 Mushoku Tensei                               | 10. Jan. 2021          | –                                         | –     | –        |
| 2          | 2         | Die Meisterin                              | 師匠 Shishō                                           | 17. Jan. 2021          | –                                         | –     | –        |
| 3          | 3         | Freunde                                    | 友達 Tomodachi                                        | 24. Jan. 2021          | –                                         | –     | –        |
| 4          | 4         | Dringender Familienrat                     | 緊急家族会議 Kinkyū Kazoku Kaigi                      | 31. Jan. 2021          | –                                         | –     | –        |
| 5          | 5         | Das Fräulein und die Gewalt                | お嬢様と暴力 Ojōsama to Bōryoku                       | 07. Feb. 2021          | –                                         | –     | –        |
| 6          | 6         | Ein freier Tag in Roa                      | ロアの休日 Roa no Kyūjitsu                            | 14. Feb. 2021          | –                                         | –     | –        |
| 7          | 7         | Die Früchte harter Arbeit                  | 努力の先にあるもの Doryoku no Saki ni Aru Mono        | 21. Feb. 2021          | –                                         | –     | –        |
| 8          | 8         | Der erste Wendepunkt                       | ターニングポイント1 Tāningu Pointo 1                  | 28. Feb. 2021          | –                                         | –     | –        |
| 9          | 9         | Schicksalhafte Begegnung                   | 邂逅 Kaikō                                            | 07. März 2021          | –                                         | –     | –        |
| 10         | 10        | Der Wert eines Lebens und die erste Arbeit | 人の命と初仕事 Hito no Inochi to Hatsu Shigoto        | 14. März 2021          | –                                         | –     | –        |
| 11         | 11        | Die Kinder und der Krieger                 | 子供と戦士 Kodomo to Senshi                           | 21. März 2021          | –                                         | –     | –        |
| 12         | 12        | Die Frau mit den Dämonenaugen              | 魔眼を持つ女 Magan o Motsu Onna                       | 4. Okt. 2021           | –                                         | –     | –        |
| 13         | 13        | Verpasst                                   | すれ違い Surechigai                                   | 11. Okt. 2021          | –                                         | –     | –        |
| 14         | 14        | Nichts ist umsonst                         | 只より高いものはない Tada Yori Takai Mono Wa Nai.     | 18. Okt. 2021          | –                                         | –     | –        |
| 15         | 15        | Auszeit in Doldia                          | ドルディア村のスローライフ Dorudia Mura no Surō Raifu | 25. Okt. 2021          | –                                         | –     | –        |
| 16         | 16        | Familienzwist                              | 親子げんか Oyako Genka                                | 01. November 2021      | –                                         | –     | –        |
| 17         | 17        | Das Wiedersehen                            | 再会 Saikai                                           | 08. November 2021      | –                                         | –     | –        |
| 18         | 18        | Reise auf getrennten Wegen                 | それぞれの旅 Sorezore no Tabi                         | 15. Nov. 2021          | –                                         | –     | –        |
| 19         | 19        | Die Wahl der Route                         | ルート選択 Rūto Sentaku                               | 22. Nov. 2021          | –                                         | –     | –        |
| 20         | 20        | Als die Magd zur Schwester wurde           | 妹侍女の生まれた日 Imōto Jijo no Umareta Hi           | 29. Nov. 2021          | –                                         | –     | –        |
| 21         | 21        | Wendepunkt 2                               | ターニングポイント2 Tāningu Pointo 2                  | 06. Dezember 2021      | –                                         | –     | –        |
| 22         | 22        | Traum und Realität                         | 現実 Yume                                             | 13. Dez. 2021          | –                                         | –     | –        |
| 23         | 23        | Der Schritt nach dem Erwachen              | 目覚め、一歩、 Mezame, Ippo,                          | 20. Dez. 2021          | –                                         | –     | –        |
| OVA        | OVA 1     | Eris auf Goblinjagd                        | エリスのゴブリン討伐 Erisu no Goburin Tōbatsu         | 16. März 2022          | –                                         | –     | –        |

## Staffel 2
Die zweite Staffel startete am 2. Juli 2023 im japanischen Fernsehen. Im deutschsprachigen Raum zeigt der Anbieter Crunchyroll diese im Simulcast mit deutschen Untertiteln sowie mit deutscher Synchronisation. Die zweite Staffel umfasst, inklusive Episode 0, 25 Folgen.
Die erste Episode, die den Titel Guardian Fitz trägt, stellt eine Zusatz-Episode dar, die offiziell als „Episode 0“ bezeichnet wird.
| Nr. (ges.) | Nr. (St.) | Deutscher Titel                    | Originaltitel                                             | Erstausstrahlung Japan | Deutschsprachige Erstveröffentlichung (–) | Regie | Drehbuch |
| ---------- | --------- | ---------------------------------- | --------------------------------------------------------- | ---------------------- | ----------------------------------------- | ----- | -------- |
| 24         | 0 2       | Der Leibwächter Fitts              | 「守護術師フィッツ」 (Shugo-jutsu-shi Fittsu)             | 02. Juli 2023          | –                                         | –     | –        |
| 25         | 1         | Ein gebrochener Magier             | 失意の魔術師 (Shitsui no Majutsushi)                      | 09. Juli 2023          | –                                         | –     | –        |
| 26         | 2         | Im Wald bei tiefster Nacht         | 真夜中の森 (Mayonaka no Mori)                             | 16. Juli 2023          | –                                         | –     | –        |
| 27         | 3         | Schnelle Annäherung                | 急接近 (Kyūsekkin)                                        | 23. Juli 2023          | –                                         | –     | –        |
| 28         | 4         | Empfehlungsschreiben               | 推薦状 (Suisenjō)                                         | 30. Juli 2023          | –                                         | –     | –        |
| 29         | 5         | Die Zauberakademie von Ranoa       | ラノア魔法大学 (Ranoa Mahō Daigaku)                       | 06. August 2023        | –                                         | –     | –        |
| 30         | 6         | Ich will nicht sterben             | 死にたくない (Shinitakunai)                               | 13. Aug. 2023          | –                                         | –     | –        |
| 31         | 7         | Die Entführung der Bestientöchter  | 獣族令嬢拉致監禁事件 (Kemonozoku Reijō Rachikankin Jiken) | 20. Aug. 2023          | –                                         | –     | –        |
| 32         | 8         | Verzweifelte Verlobte              | 絶望の婚約者 (Zetsubō no Konyakusha)                      | 27. Aug. 2023          | –                                         | –     | –        |
| 33         | 9         | Weiße Maske                        | 白い仮面 (Shiroi Kamen)                                   | 03. September 2023     | –                                         | –     | –        |
| 34         | 10        | Dieses Gefühl                      | この気持ち (Kono Kimochi)                                 | 10. Sep. 2023          | –                                         | –     | –        |
| 35         | 11        | Für dich                           | あなたへ (Anata e)                                        | 17. Sep. 2023          | –                                         | –     | –        |
| 36         | 12        | Ich will es sagen                  | 伝えたい (Tsutaetai)                                      | 24. Sep. 2023          | –                                         | –     | –        |
| 37         | 13        | Mein Traumhaus                     | 夢のマイホーム (Yume no Mai Hōmu)                         | 7. Apr. 2024           | –                                         | –     | –        |
| 38         | 14        | Die Hochzeitsfeier                 | 披露宴 (Hirōen)                                           | 14. Apr. 2024          | –                                         | –     | –        |
| 39         | 15        | In weiter Ferne                    | 遥か (Haruka)                                             | 21. Apr. 2024          | –                                         | –     | –        |
| 40         | 16        | Norn und Aisha                     | ルンとアイシャ (Norun to Aisha)                           | 28. Apr. 2024          | –                                         | –     | –        |
| 41         | 17        | Die Gefühle eines großen Bruders   | 兄貴の気持ち (Aniki no Kimochi)                           | 05. Mai 2024           | –                                         | –     | –        |
| 42         | 18        | Wendepunkt 3                       | ターニングポイント３ (Turning Point 3)                    | 12. Mai 2024           | –                                         | –     | –        |
| 43         | 19        | Eine Reise durch die Wüste         | 砂漠の旅 (Sabaku no Tabi)                                 | 26. Mai 2024           | –                                         | –     | –        |
| 44         | 20        | Hinein ins Labyrinth               | 迷宮入り (Meikyūiri)                                      | 02. Juni 2024          | –                                         | –     | –        |
| 45         | 21        | Der Magiezirkel der sechsten Ebene | 第六階層の魔法陣 (Dai Roku Kaisō no Mahō-jin)             | 09. Juni 2024          | –                                         | –     | –        |
| 46         | 22        | Eltern                             | 親 (Oya)                                                  | 16. Juni 2024          | –                                         | –     | –        |
| 47         | 23        | Heimkehr                           | 帰ろう (Kaerou)                                           | 23. Juni 2024          | –                                         | –     | –        |
| 48         | 24        | Nachfolge                          | 嗣ぐ (Tsugu)                                              | 30. Juni 2024          | –                                         | –     | –        |

### Staffel 3
Unmittelbar nach Ausstrahlung der letzten Episode der zweiten Staffel, wurde die Produktion einer Fortsetzung bestätigt, die in Form einer dritten Staffel entsteht.